# Corpus Christi (Paraguay)
Corpus Christi es una ciudad y municipio de Paraguay ubicada en la zona norte del departamento de Canindeyú. Antiguamente el lugar era conocido como Cayé Cué y fue oficialmente fundada el 13 de junio de 1968, siendo uno de los más antiguos del departamento. Poco después, la localidad fue elevada a distrito por Ley n.º 497 del 18 de diciembre de 1974, desprendiéndose de los distritos de Salto del Guairá, Villa Ygatimí y Curuguaty. La actividad económica del distrito se centra principalmente en la agricultura, en donde la producción del café ocupa un lugar destacable.

## Toponimia
Su nombre proviene del idioma latín que significa Cuerpo de Cristo.

## Geografía
El distrito linda con la localidad de Sete Quedas, Mato Grosso do Sul, Brasil al norte; Gral. Francisco Álvarez a este; Katueté al sureste; Yby Pytá al sur; y, Villa Ygatimí y Ybyrarobaná al oeste.

## Economía
La actividad principal de sus habitantes es la agro-ganadería (cultivo de soja, maíz, trigo, girasol, mandioca, cría y engorde de animales vacunos.).

## Acceso
Se accede hasta el casco urbano de Corpus Christi por medio de un desvío de aproximadamente 25 km de la Ruta PY10.